# Надросівка
Надросі́вка — село в Україні, у Володарській селищній громаді Білоцерківського району Київської області. Населення становить 462 осіб.
До 1945 року — Казимирівка.

## Населення

### Мова
Розподіл населення за рідною мовою за даними перепису 2001 року:
| Мова       | Кількість | Відсоток |
| ---------- | --------- | -------- |
| українська | 445       | 96.32%   |
| російська  | 12        | 2.60%    |
| румунська  | 4         | 0.87%    |
| білоруська | 1         | 0.21%    |
| Усього     | 462       | 100%     |

## Відомі особистості
В поселенні народився:
- Климов Олександр Васильович (* 1934) — український громадський діяч.